# The Quality of Mercy (film 1915)
The Quality of Mercy è un cortometraggio muto del 1915 diretto da Lionel Belmore.

## Trama
Jacob Van Courtland è un uomo di natura severa e spietata. Proprietario di numerosi immobili, trascura le condizioni delle sue case e non ha pietà per gli inquilini, tra i quali si trova anche suo figlio Harry, un giovane ribelle che, malato e indigente, chiede alla fine aiuto a suo padre. Ma la sua lettera non viene neanche letta da Jacob, che la respinge ancora chiusa. Eileen, sua figlia, fa quel che può per aiutare gli abitanti delle case popolari e, quando vi ritrova il fratello, cerca di ottenere per lui il perdono del padre, ma senza fortuna. La ragazza, allora, all'insaputa del padre, vende una preziosa collana per aiutare Harry. Nel frattempo, Van Courtland manda, attraverso Bratton, il suo segretario, una consistente bustarella a un politico per evitare che alcuni dei suoi caseggiati vengano demoliti perché pericolosi. Ma quando Bratton ritorna senza essere riuscito nella sua missione, Van Courtland, che ha scoperto la scomparsa della collana, lo fa arrestare come ladro. Eileen, che ha messo le mani sulla lettera incriminante, ricatta il padre: se non ricostruirà le case popolari e non acconsentirà alle sue nozze con Bratton, lei farà avere quel documento alle autorità. Van Courtland, anche se imbestialito, acconsente ma butta fuori di casa sia lei che il segretario. Alla fine, però, Eileen riesce ad ottenere il suo perdono.

## Produzione
Il film fu prodotto dalla Vitagraph Company of America.

## Distribuzione
Distribuito dalla General Film Company, il film - un cortometraggio in una bobina - uscì nelle sale cinematografiche statunitensi il 18 febbraio 1915.